# NGC 4998
NGC 4998 este o galaxie spirală situată în constelația Câinii de Vânătoare. A fost descoperită în 26 aprilie 1789 de către William Herschel.